# 良王庄乡
良王庄乡，是中华人民共和国天津市静海区下辖的一个乡镇级行政单位。

## 行政区划
良王庄乡下辖以下地区：
良一村、良二村、良三村、四小屯村、罗阁庄村、邢庄子村、于家堡村、李家楼村、陆家村、张家村、胡家村、岳家园村、王家院村、李家院村、府君庙村、十里堡村、普堤洼村和白杨树村。